# 烏茲別克斯坦—越南關係
烏茲別克－越南關係是指中亚国家乌兹别克斯坦共和国和东南亚国家越南社会主义共和国之間的雙邊關係。

## 政治交流
1991年8月31日，乌兹别克斯坦脱离蘇聯独立，1992年1月17日，越南与乌兹别克斯坦建立正式外交关系，越南为亚洲第二个与乌兹别克斯坦建交的国家，仅次于中华人民共和国。此后两国关系友好发展，高层访问不断，越南共产党与烏茲別克斯坦人民民主黨等政党亦建立了友好的党际关系。
1996年3月，烏茲別克總統伊斯蘭·卡里莫夫对越南进行国事访问。
2004年，越南与乌兹别克斯坦成立越南-乌兹别克斯坦友好协会。
2008年7月，越南国会副主席汪周劉访问乌兹别克斯坦。
2010年4月，越南政府副总理黄忠海访问乌兹别克斯坦。同年9月，越共中央政治局委员、公安部长黎鸿英亦访问乌兹别克斯坦。
2011年10月，越南政府总理阮晋勇访问乌兹别克斯坦。

### 外交机构
1993年，越南在塔什干设立大使馆，馆务辖区为吉尔吉斯斯坦、塔吉克斯坦。2018年12月，越南政府基於預算考量裁撤了驻乌兹别克斯坦大使馆，对乌事务改由越南驻俄罗斯大使馆兼辖。
乌兹别克斯坦暂未在越南设立大使馆，对越南的相关事务由乌兹别克斯坦驻印尼大使馆兼辖。乌兹别克斯坦也在越南首都河内设有名誉领事，以维持双边关系。

## 经济

### 贸易
2019年，越南、乌兹别克斯坦双边贸易额达到5850万美元，同比去年增长了7.42%，其中越南出口3690万美元，主要出口咖啡、茶叶、加工食品、手工制品及橡胶等；越南从乌兹别克斯坦进口2160万美元，主要进口肥料、原材料等产品。

### 投资
目前，越南在烏茲別克斯坦有5個有效投資項目，資金440萬美元，其中最大的是水產養殖、農產品和饲料生产。
此外，乌兹别克斯坦境内亦有一些越南中小企業在烏茲別克斯坦經營餐館、方便麵生產、農產品貿易、魚類和桑樹養殖、小型規模化畜牧業等。而乌兹别克斯坦政府也在积极吸引越南企业在乌兹别克斯坦勘探开采石油和天然气。

## 合作交流

### 产业合作
乌兹别克斯坦正与越南在农业和水产养殖领域开展合作。乌兹别克斯坦政府亦建议越南帮助乌兹别克培训农业专家。
2010年，越南紡織服裝協會與乌兹别克斯坦轻工业协会簽署合作協議，同意加强两国紡織企業合作、交換行業市場信息和投資項目並組織企業之間的訪問和工作。同年，越南國家紡織服裝集團与乌兹别克斯坦Uzprommashimpex集團簽署了關於合作從烏茲別克斯坦進口棉花到越南的諒解備忘錄，並研究在乌兹别克斯坦建立和投資紗線工廠的可能性。

### 文教交流
在冷战期间，乌兹别克斯坦境内曾经5,000名越南学生就读于当地的大学，其中多人毕业后在越南党政机关担任要职。2002年，越南河内国家大学人文與社會科學大學与乌兹别克斯坦塔什干国立东方大学签署了互换留学生协议，2012年，塔什干国立东方大学成立越南語言與越南文化中心，并开始开设越南语课程。包括《獄中日記》在内的一些越南文学作品也被乌兹别克斯坦学者翻译成乌兹别克语。同年，东方大学亦派遣了2名乌兹别克斯坦留学生前往河内国家大学留学。